# Gentiana diversifolia
Gentiana diversifolia là một loài thực vật có hoa trong họ Long đởm. Loài này được Merr. mô tả khoa học đầu tiên năm 1906.